# La baby sister
La baby sister (no Brasil  Um Amor de Babá), foi uma telenovela colombiana exibida pela Caracol Televisión entre 27 de setembro de 2000 a 8 de maio de 2001.
Foi protagonizada por Paola Rey e Víctor Mallarino e antagonizada por Marcela Gallego.
Foi exibida no Brasil pela Record, entre 10 de março e 12 de abril de 2003, em 22 capítulos, substituindo Joana, a Virgem. Depois de lançar a trama colombiana com direito à presença da protagonista, Paola Rey, no Brasil, a Record tirou a novela do ar em poucas semanas. A princípio, seria uma interrupção momentânea, em função da cobertura da Guerra do Iraque. Mas a trama jamais retornou. Paixões Ardentes, também com Paola Rey no elenco, da mesma forma seria interrompida a sua exibição no ano seguinte pela RedeTV!.

## Sinopse
Marta Parejo e Daniel Luna são um casal que parece ser perfeito. Ele é advogado e professor de uma prestigiosa universidade e ela é uma psicóloga terapeuta de casais que escreve livros sobre teorias amorosas e sexuais. No entanto, tudo se vem abaixo quando Marta conta em um livro que seu marido é um autêntico inexperiente na cama. Isto atrapalha a relação, se supõe uma aventura extraconjugal de Daniel com uma estudante chamada Verónica Dávila, mas que na realidade está obcecada com o professor levantado rumores e a aparição de Fabianita Rivera, uma jovem e formosa babá contratada por o matrimônio.

## Elenco
- Paola Rey.... Fabiana Rivera
- Víctor Mallarino.... Daniel Luna
- Marcela Gallego.... Marta Parejo
- Víctor Hugo Cabrera.... Reinaldo
- Nórida Rodríguez.... Leticia
- Patricia Grisales.... Roselia de Rivera
- Hugo Gómez.... Fidel Rivera
- Sebastián Sánchez.... Giovanny Rivera
- Cecilia Navia.... Pili Guaquetá
- Manuela González.... Verónica Dávila
- Carolina Sarmiento.... Mireya
- Andrés Felipe Martínez.... Jorge Camargo
- Ernesto Benjumea.... Roberto Villa
- Alberto Saavedra.... Sr. Paipa
- Luis Fernando Salas.... Edwin Paipa
- María Margarita Giraldo.... Ofelia
- Manuel Busquets.... Manuel Parejo
- Isabel Campos.... Elena de Parejo
- Manuela Bolívar.... Valentina Luna
- Jeofrey Roffell.... Vicente Luna
- Ana Maria Abello.... Catalina 'Cata'
- Darío Acosta.... Kendall
- Félix Antequera.... Johnny
- Anderson Balsero.... Comanche
- Saín Castro.... Emiliano Rivera
- Humberto Dorado.... Dr. Vargas
- Tita Duarte.... Sra. Paipa
- Mauricio Figueroa.... Omar 'El Iluminado'
- Diana Hare.... Inés
- Flavio León
- Ramiro Meneses.... José Gabriel
- Alejandra Miranda.... Isabel
- Angelly Moncayo.... Sofía Pelvis
- Edgardo Román.... Dr. Andrés Posada
- Juan David Sánchez.... Chachán Rivera
- Adriana Vera.... Dr. Luisa